# Orden des Heiligen Großfürsten Dmitri Donskoi
Der Orden des Heiligen Großfürsten Dmitri Donskoi (russisch Орден Святого благоверного великого князя Димитрия Донского) ist ein Orden der russisch-orthodoxen Kirche, der nach dem russischen Nationalhelden und Heiligen der russisch-orthodoxen Kirche Großfürst Dmitri Donskoi benannt wurde.
Er wurde am 1. Oktober 2004 vom damaligen Patriarchen von Moskau und der ganzen Rus und Oberhaupt der Russisch-Orthodoxen Kirche Alexius II. (1929–2008) gestiftet und vom Heiligen Synod der Russisch-Orthodoxen Kirche genehmigt. Er wird an Geistliche, Militärführer, Veteranen des Großen Vaterländischen Krieges, andere mutige Verteidiger des russischen Vaterlands sowie Personen, die zur Verbesserung der Zusammenarbeit zwischen der russisch-orthodoxen Kirche und den russischen Streitkräften beigetragen und dabei die Soldaten geistlich und moralisch unterstützen haben, verliehen. In Ausnahmefällen wird der Orden auch Organisationen, wie beispielsweise der russischen Rüstungsfirma Uralwagonsawod (2004) oder dem Kuban-Kosakenchor (2011), verliehen. Der Geehrte erhält neben dem Abzeichen auch eine Verleihungsurkunde.

## Klassen
Der Orden ist in drei Klassen eingeteilt.

## Gestaltung des Ordens
- I. Klasse: Der Orden der I. Klasse besteht aus vergoldetem Messing. Ein Tatzenkreuz, das mit Strass verziert ist, liegt auf einem runden Ring. In der Mitte des Kreuzes ist ein weiß emailliertes rundes Bildnis des Heiligen Großfürsten Dmitri Donskoi angeordnet. Der kirchenslawisch geschriebene Namen des Großfürsten steht seitlich neben seinem Kopf. Das Medaillon ist mit Lorbeer umkränzt, welcher am unteren Teil mit einem Band zusammengehalten wird. Der Orden ist mit einem roten Schild aus roter Emaille unterlegt. Der Durchmesser des Ordens beträgt ca. 45 mm.
- II. Klasse: Die Ausführung ähnelt dem Order der I. Klasse, jedoch ist das Bildnis des Heiligen nur in Gold geprägt und es fehlt der Strass.
- III. Klasse: Die Ausführung ähnelt dem Ordern der II. Klasse, jedoch ist das Messing nur versilbert und der Lorbeerkranz um das geprägte Bild des Heiligen fehlt.

## Trageweise
Der Orden wird auf der linken Seite der Brust getragen und befindet sich beim Tragen anderer Orden der russisch-orthodoxen Kirche neben dem Orden des Heiligen Makarij, Metropolit von Moskau (russisch Орден Святителя Макария, митрополита Московского).

## Bekannte Träger
- Boris Nikolajewitsch Jelzin (1931–2007), erster demokratisch gewählter Präsident Russlands
- Juri Michailowitsch Luschkow (1936–2019), ehemaliger Bürgermeister von Moskau (1992–2010)
- Michail Timofejewitsch Kalaschnikow (1919–2013), ehemaliger russischer Waffenkonstrukteur, Generalleutnant und Entwickler des sowjetischen Sturmgewehrs Kalaschnikow AK-47
- Oleg Michailowitsch Dukanow (russisch Олег Михайлович Дуканов, * 3. Mai 1953), ehemaliger Generalleutnant des russischen Inlandsgeheimdienstes FSB und Held der Russischen Föderation
- Raschid Gumarowitsch Nurgalijew (* 1956), ehemaliger Innenminister der Russischen Föderation (2004–2012), General der Armee (2005) der Streitkräfte Russlands
- Dmitri Olegowitsch Rogosin (* 1963), ehemaliger stellvertretender Ministerpräsident der Regierung der Russischen Föderation (2008–2011)
- Wladimir Wassiljewitsch Ustinow (* 1953), ehemaliger Justizminister Russlands (2006–2008)
- Dmitri Timofejewitsch Jasow (1924–2020), ehemaliger sowjetischer Verteidigungsminister (1987–1991) und letzter Marschall der Sowjetunion
- Igor Dmitrijewitsch Sergejew (1938–2006), ehemaliger russischer Verteidigungsminister (1997–2001) und bislang einziger Marschall der Russischen Föderation
- Wladimir Leonidowitsch Goworow (russisch Владимир Леонидович Говоров, 1924–2006), ehemaliger General der Armee (1977) der Roten Armee, Held der Sowjetunion (17. Oktober 1984) und Mitglied des Zentralkomitees der KPdSU (1981–1990)
- Wladimir Nikolajewitsch Woronin (* 1941), ehemaliger Präsident Staatspräsident der Republik Moldau (2001–2009)
- Juri Leonidowitsch Schewtschenko (* 1947), ehemaliger russischer Gesundheitsminister (1999–2004)